# 鹿児島県道206号徳重横井鹿児島線
鹿児島県道206号徳重横井鹿児島線（かごしまけんどう206ごう とくしげよこいかごしません）は、鹿児島県日置市から鹿児島市に至る一般県道である。

## 概要
伊集院市街から鹿児島市犬迫町横井までは江戸時代の薩摩街道の路線を継承している。一部の区間で鹿児島県道210号小山田谷山線と重複する。

### 路線データ
- 起点：鹿児島県日置市伊集院町徳重（市道城山隧道東南東（伊集院小学校付近）、鹿児島県道24号鹿児島東市来線交点
- 終点：鹿児島県鹿児島市下伊敷（下伊敷交差点、国道3号交点、鹿児島県道208号坂元伊敷線終点）

## 歴史
- 1993年（平成5年）5月11日 - 建設省から、県道徳重横井鹿児島線の一部を鹿児島北インター線として主要地方道に指定される[2]。

## 路線状況

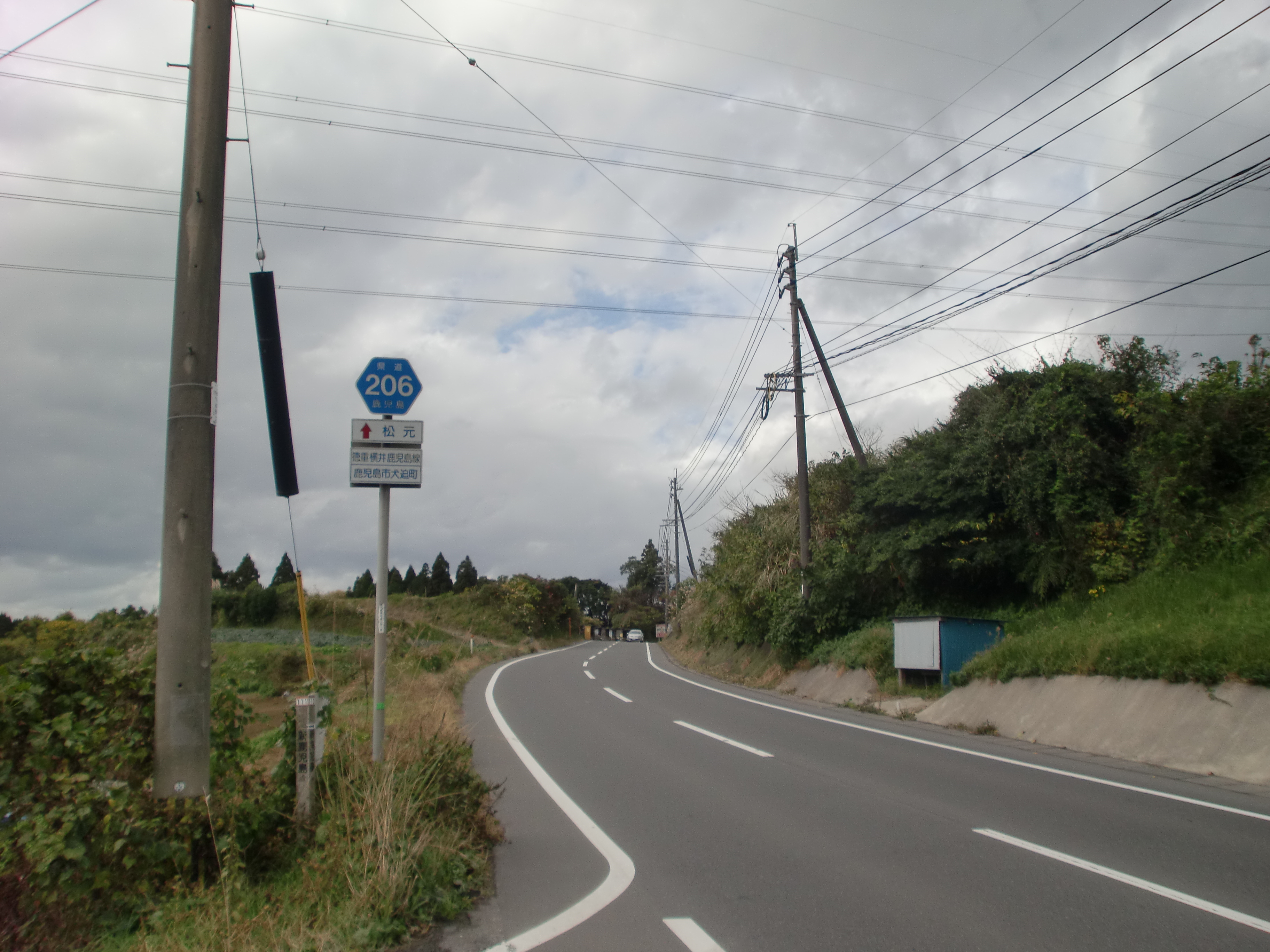
犬迫町付近から伊集院方面を望む

### 通称
- 鹿児島街道

鹿児島街道は妙円寺詣りのルートで昔から使用されていたことが分かっている。

### 重複区間
- 鹿児島県道210号小山田谷山線（日置市伊集院町竹之山 - 鹿児島市犬迫町・犬迫町小前交差点）

### 道路施設

#### 橋梁
- 永平橋 - 下谷口川に架かる。永平橋記念碑がある[3]。日置市伊集院町下谷口。
- 岩崎橋 - 甲突川に架かる。鹿児島市小野1丁目、小野2丁目、下伊敷1丁目の境界にある。

## 地理

### 通過する自治体
- 日置市
- 鹿児島市

### 交差する道路
※起点から順に
| 交差する道路                             | 市町村名 | 交差する場所   | 交差する場所        |
| ---------------------------------------- | -------- | -------------- | ------------------- |
| 鹿児島県道24号鹿児島東市来線             | 日置市   | 伊集院町徳重   | 起点                |
| 鹿児島県道301号伊集院停車場線            | 日置市   | 伊集院町下谷口 |                     |
| E3A 南九州西回り自動車道                 | 日置市   | 伊集院町下谷口 | 23 伊集院IC         |
| 鹿児島県道210号小山田谷山線 重複区間起点 | 日置市   | 伊集院町竹之山 |                     |
| 鹿児島県道210号小山田谷山線 重複区間終点 | 鹿児島市 | 犬迫町         | 犬迫小前交差点      |
| 国道3号 鹿児島県道208号坂元伊敷線        | 鹿児島市 | 下伊敷         | 下伊敷交差点 / 終点 |

### 交差する鉄道
- 鹿児島本線向馬場踏切 - 日置市伊集院町下谷口
- 九州新幹線高架 - 日置市伊集院町土橋

### 交差する河川
- 起点がある日置市街地（伊集院）で神之川（かみのかわ[注釈 1]）支流の下谷口川（しもたにぐちがわ[注釈 2]）を渡る。
- 鹿児島城西高等学校と九州新幹線高架橋の間で神之川を渡る。
- 真宗大谷派鹿児島別院伊敷支院（鹿児島市小野3丁目）周辺から甲突川支流の幸加木川（こうかきがわ[注釈 3]）が並行している。
- 終点下伊敷交点手前で甲突川を渡る。ここで幸加木川が甲突川に合流する。

### 沿線
- 雪窓院跡 - 島津義久公剃髪石。
- 日置市立伊集院小学校
- 伊集院郵便局
- 伊集院IC入口
- 鹿児島城西高等学校
- 三州病院 - 鹿児島市犬迫町。
- 鹿児島市立犬迫小学校
- 犬迫簡易郵便局
- 鹿児島県ライフル射撃場 - 鹿児島市犬迫町早馬下[6]。
- 小野公園 - 軟式野球可能な広場1面、テニスコート2面、鹿児島市小野三丁目[7]。
- タイヨー伊敷店
- 鹿児島銀行伊敷支店